# Tarut
Tarut (arabisch تاروت, DMG Tārūt, englisch Tarout) ist eine Insel im Westen des Persischen Golfs, die zu Saudi-Arabien gehört.

## Geographie
Die Insel liegt in der Provinz asch-Scharqiyya, etwa 15 Kilometer nördlich von Dammam. Die Insel wird durch eine nur etwa 100 Meter bis einen Kilometer breite Meerenge vom Festland getrennt. Dort, direkt der Insel gegenüber, liegt die Stadt al-Qatīf, die Hauptstadt des Bezirks al-Qatīf, zu dem auch die Insel Tarut gehört. Die Insel hat eine Größe von etwa 31,5 km² und verfügt über keine nennenswerte Erhebung. Sie ist nach Qeshm, Bubiyan und Bahrain die viertgrößte Insel des Persischen Golfes.

## Bevölkerung
Der Hauptort der Insel heißt, wie die Insel, Tarut. Im Jahr 2010 hatte die Insel eine Bevölkerung von 77.757 Einwohnern. Es gibt mindestens vier weitere Dörfer.

## Verkehr

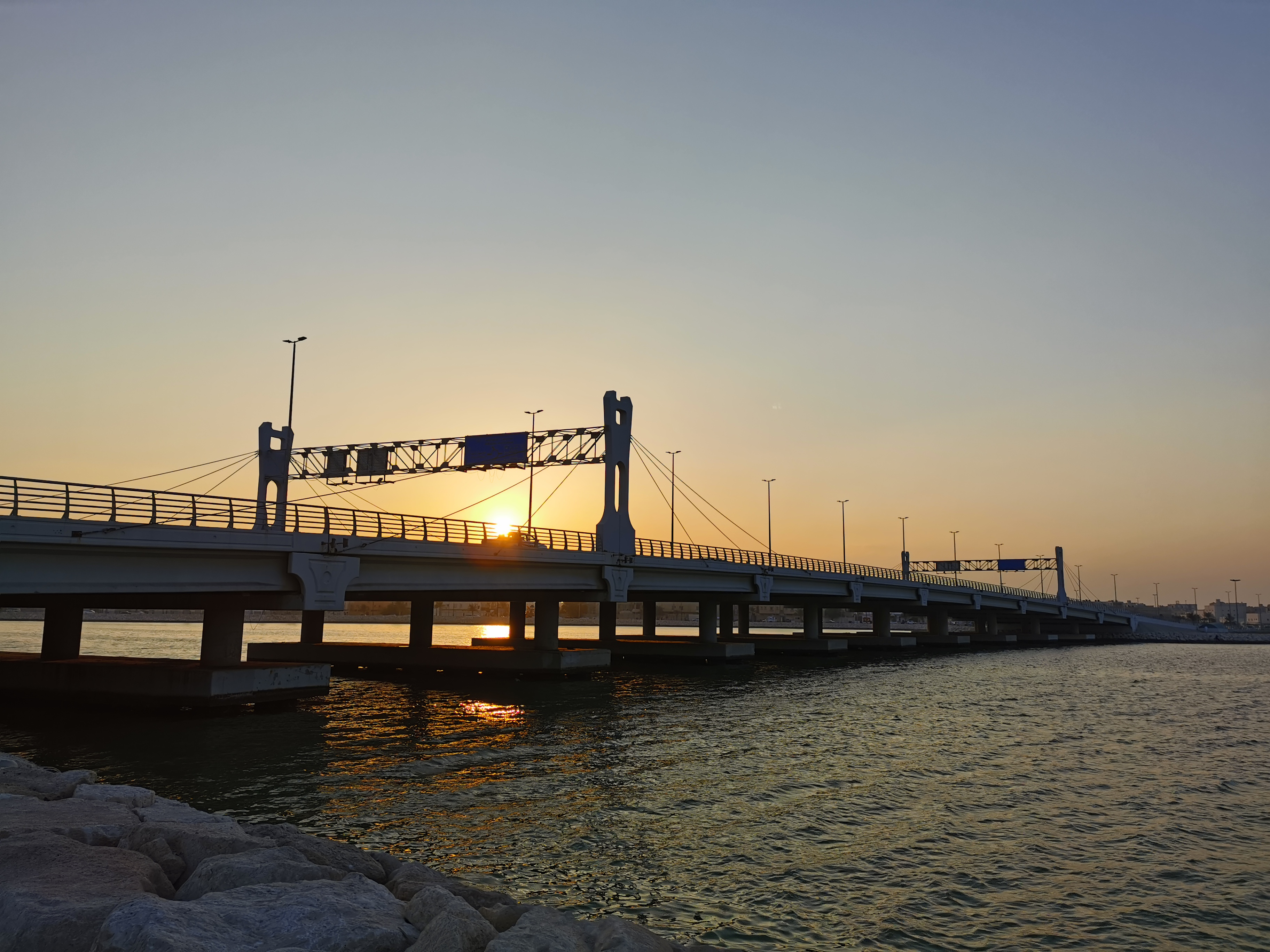
Al-Mushari Causeway

Die Insel ist über drei Straßen mit dem Festland verbunden, von denen die mittlere am kürzesten ist. Die Route 95, die entlang der saudi-arabischen Ostküste von Kuwait bis zu den Vereinigten Arabischen Emiraten führt, passiert die Insel in einer Entfernung von gut 10 Kilometern.
Der nächstgelegene Flughafen ist der internationale Flughafen Dammam etwa 28 Kilometer westlich.

## Geschichte
Die Insel Tarut gehört vermutlich zu den ältesten Siedlungsgebieten der Arabischen Halbinsel; sie lag im Kernbereich des Reichs von Dilmun. Sie war ein wichtiges Handelszentrum, weil sie über einen Seehafen und einen geschäftigen Markt verfügte, auf dem Waren aus dem arabischen sowie dem indischen Raum wie beispielsweise Parfüm, Gewürze, Textilien und Perlen gehandelt wurden. In der ersten Hälfte des 16. Jahrhunderts kam sie in den Einflussbereich der Portugiesen, anschließend unter osmanische Kontrolle und wurde schließlich Teil Saudi-Arabiens.
Wichtige archäologische Funde sind unter anderem Chloritgefäße.

## Sehenswürdigkeiten

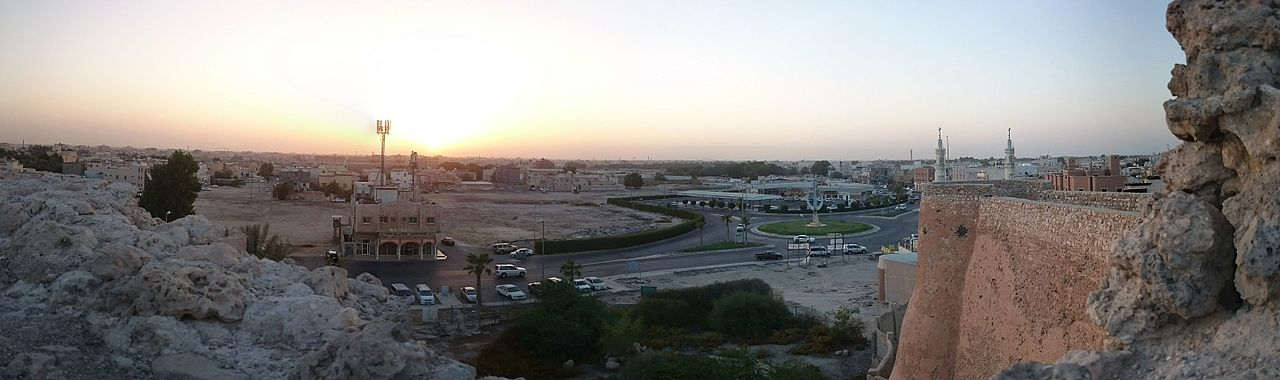
Burg Tarut und Umgebung

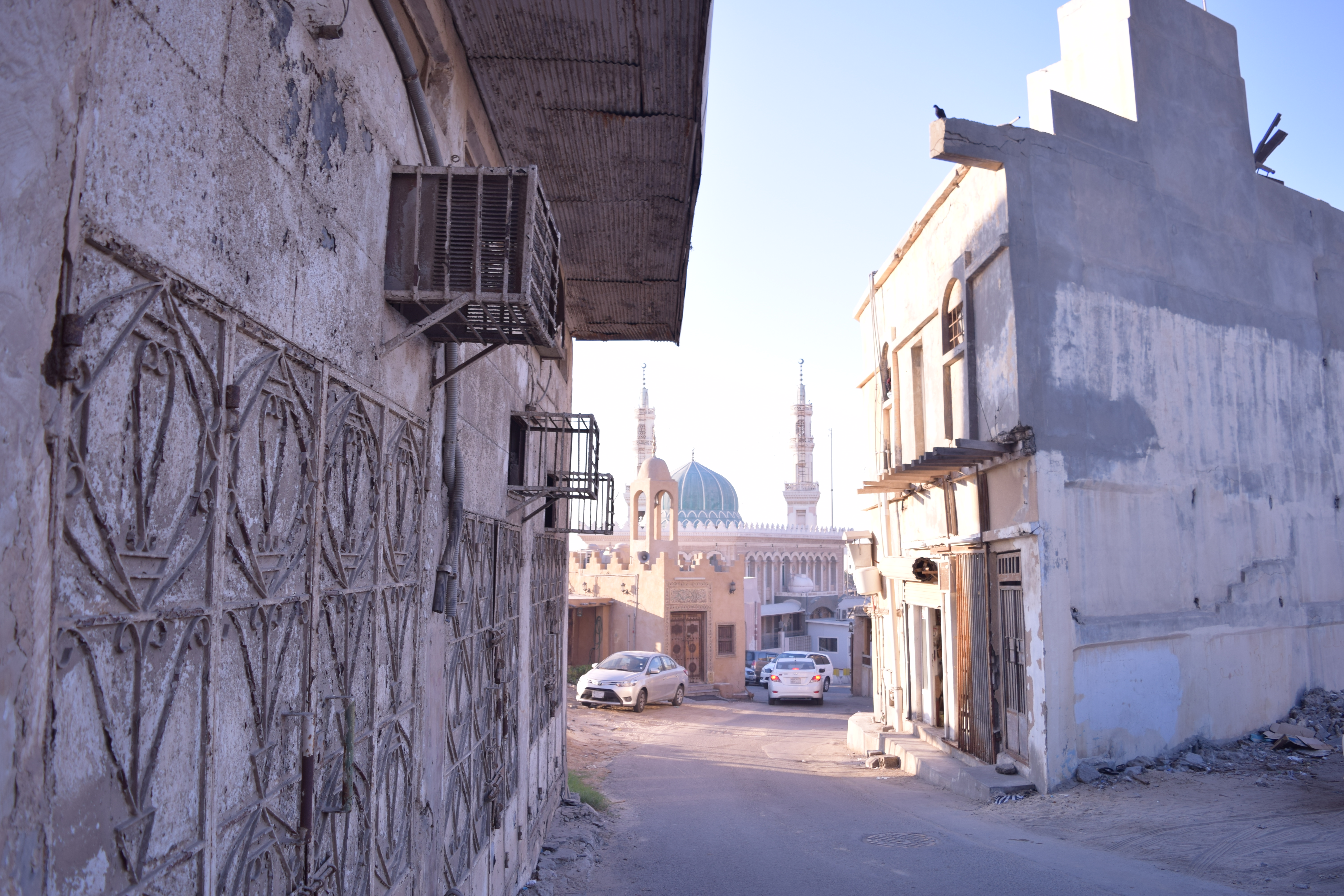
In der Altstadt

Die wichtigste Sehenswürdigkeit der Insel ist die Burg Tarut (قلعة تاروت / Qalʿat Tārūt) in der Mitte der Insel. Die Anfänge der Burg gehen zurück auf die Zeit von 5000 Jahren vor Christus. Sie verfügte über vier Türme, von denen noch drei erhalten sind. Die Burg ist ein reicher Fundplatz für Archäologen, ihre große Bedeutung liegt neben ihrem Alter darin, dass sie in den verschiedensten Epochen als Befestigungsanlage genutzt wurde.
Die wichtigste Moschee der Insel ist die Masdschid as-Sūq (مسجد السوق), des Weiteren existieren auf der Insel etwa 50 weitere Moscheen.
Nahe der Küste im Südosten der Insel existiert ein ehemaliger Flugplatz, der zur Zeit des Ersten Weltkriegs von den Briten gebaut wurde. Von dem Flugplatz ist nur noch ein Gebäude erhalten.